# 58 км (зупинний пункт, Львівська залізниця)
58 км — пасажирський залізничний зупинний пункт Рівненської дирекції Львівської залізниці розташований на двоколійній електрифікованій змінним струмом лінії Здолбунів — Красне.
Розташований біля села Крупець Радивилівського району Рівненської області між станціями Рудня-Почаївська (17 км) та Радивилів (5 км).
На зупинному пункті зупиняються приміські поїзди.